# Monorail de Moscou

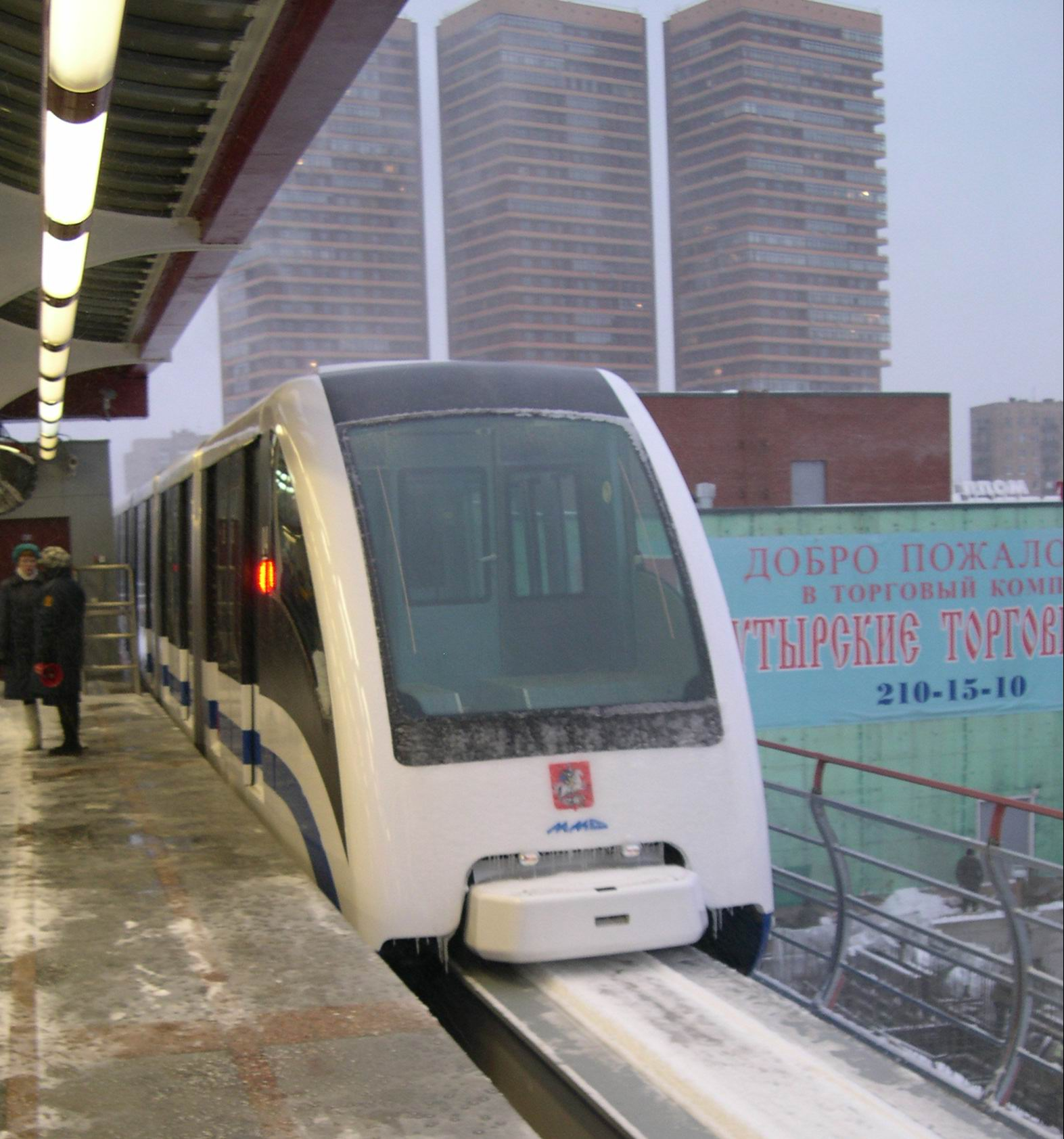
Monorail de Moscou. Une rame dans la station Timiryazevskaïa

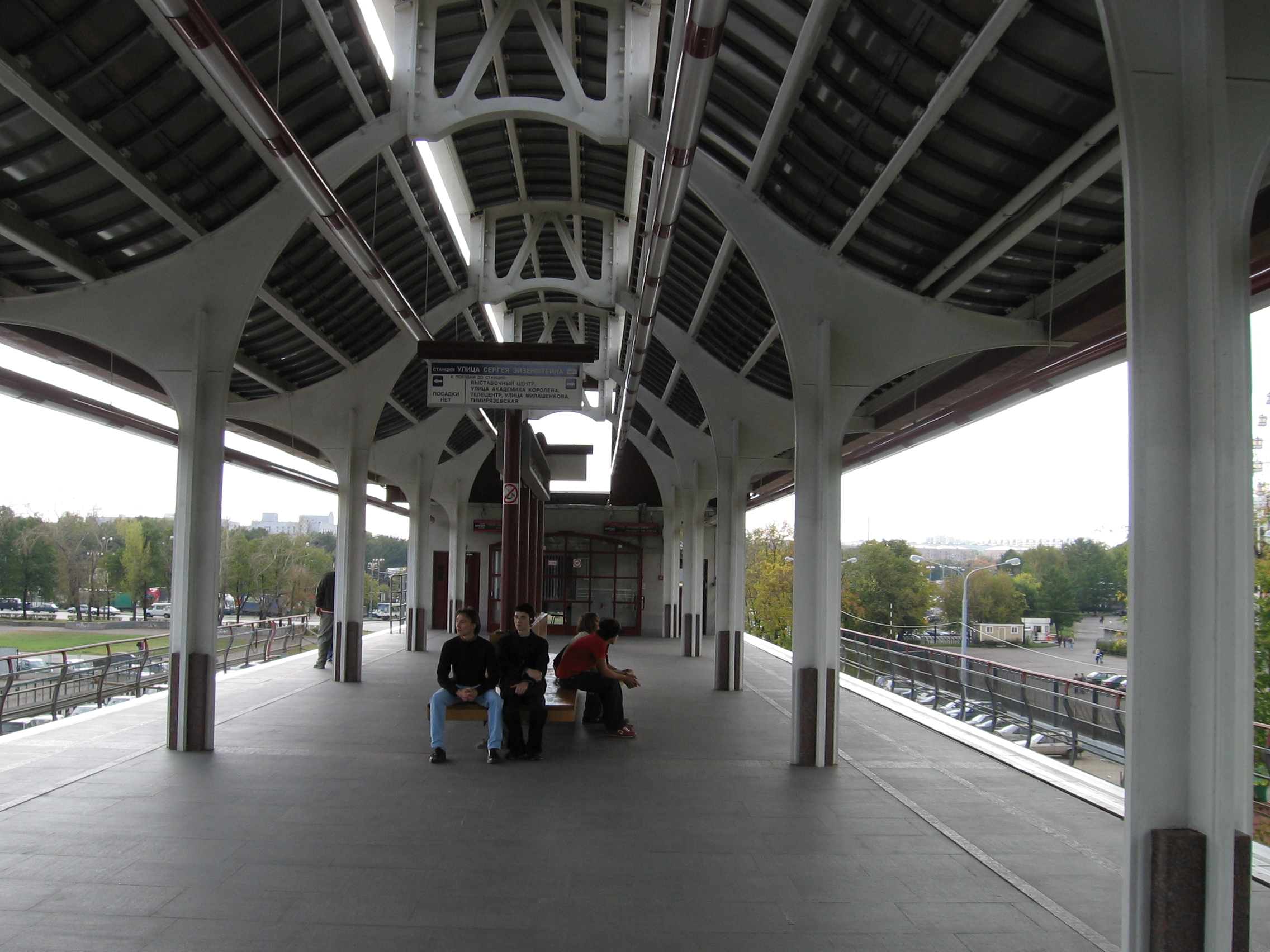
Monorail de Moscou. Station Oulitsa Sergeïa Eisensteina

Le monorail de Moscou (en russe : Моско́вская моноре́льсовая тра́нспортная систе́ма (ММТС)) est un système de monorail à Moscou en Russie, dans le district administratif nord-est. Il relie la station de métro Timiriazevskaïa avec la station VDNKh (distantes de 4,7 km). Son tracé fut initié en 1998, les premiers passagers ont emprunté le monorail le 30 novembre 2004 en mode tourisme. La mise en service effective du monorail fut effectuée le 10 janvier 2008.

## Stations

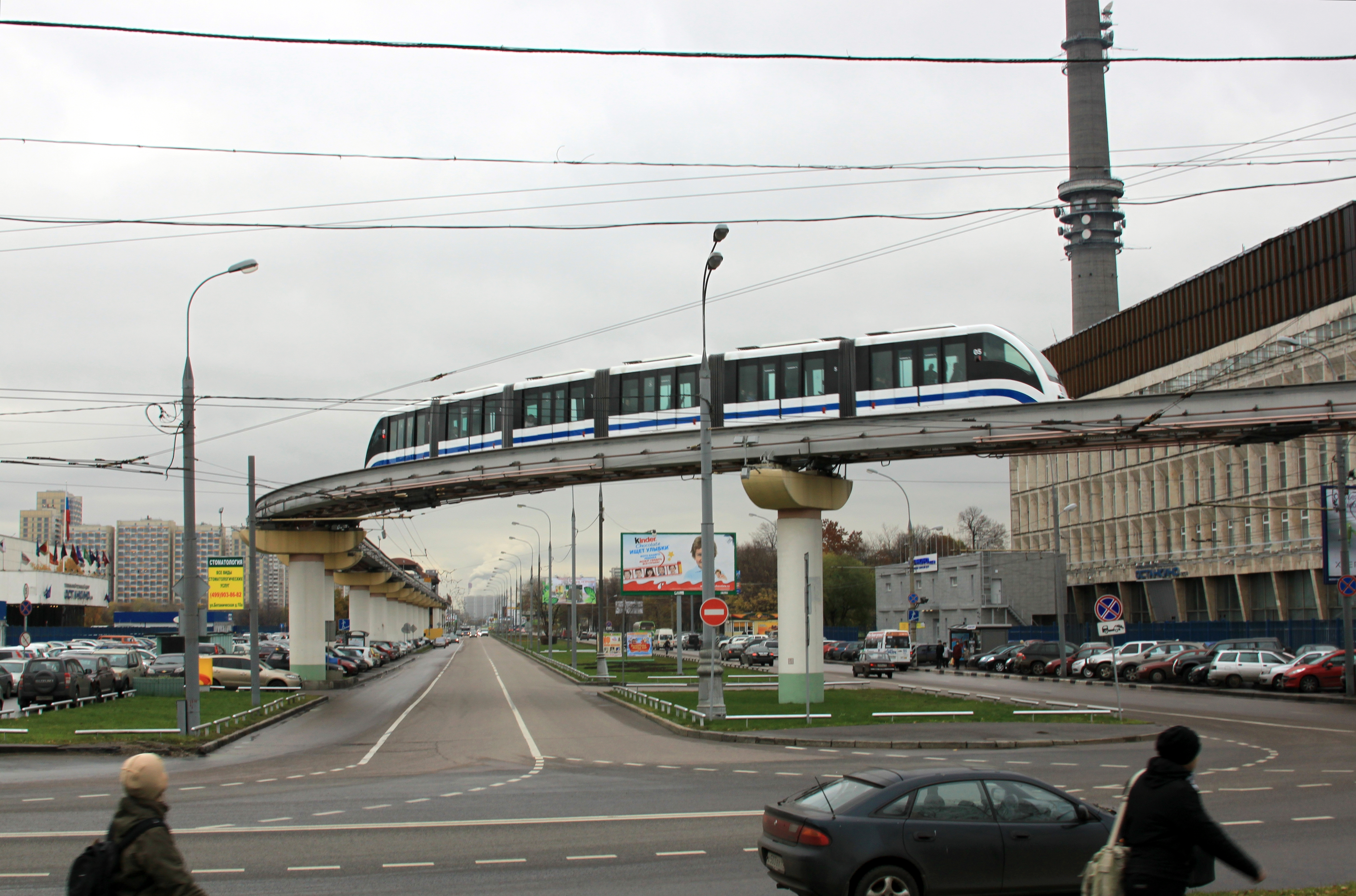
Oulitsa Akademika Koroliova (2011)

- Timiriazevskaïa (en russe : Тимирязевская, carte)
- Oulitsa Milachenkova (en russe : Улица Милашенкова, carte)
- Teletsentr (Centre de télévision, en russe : Телецентр, carte)
- Oulitsa Akademika Koroliova (en russe : Улица Академика Королёва, carte)
- Vystavotchny tsentr (Centre des expositions, en russe : Выставочный центр, carte)
- Oulitsa Sergeïa Eisensteina (en russe : У́лица Сергея Эйзенштейна, carte)

Les codes des gares du monorail et les codes des stations du métro de Moscou ont une numérotation commune.